# Michael Gove

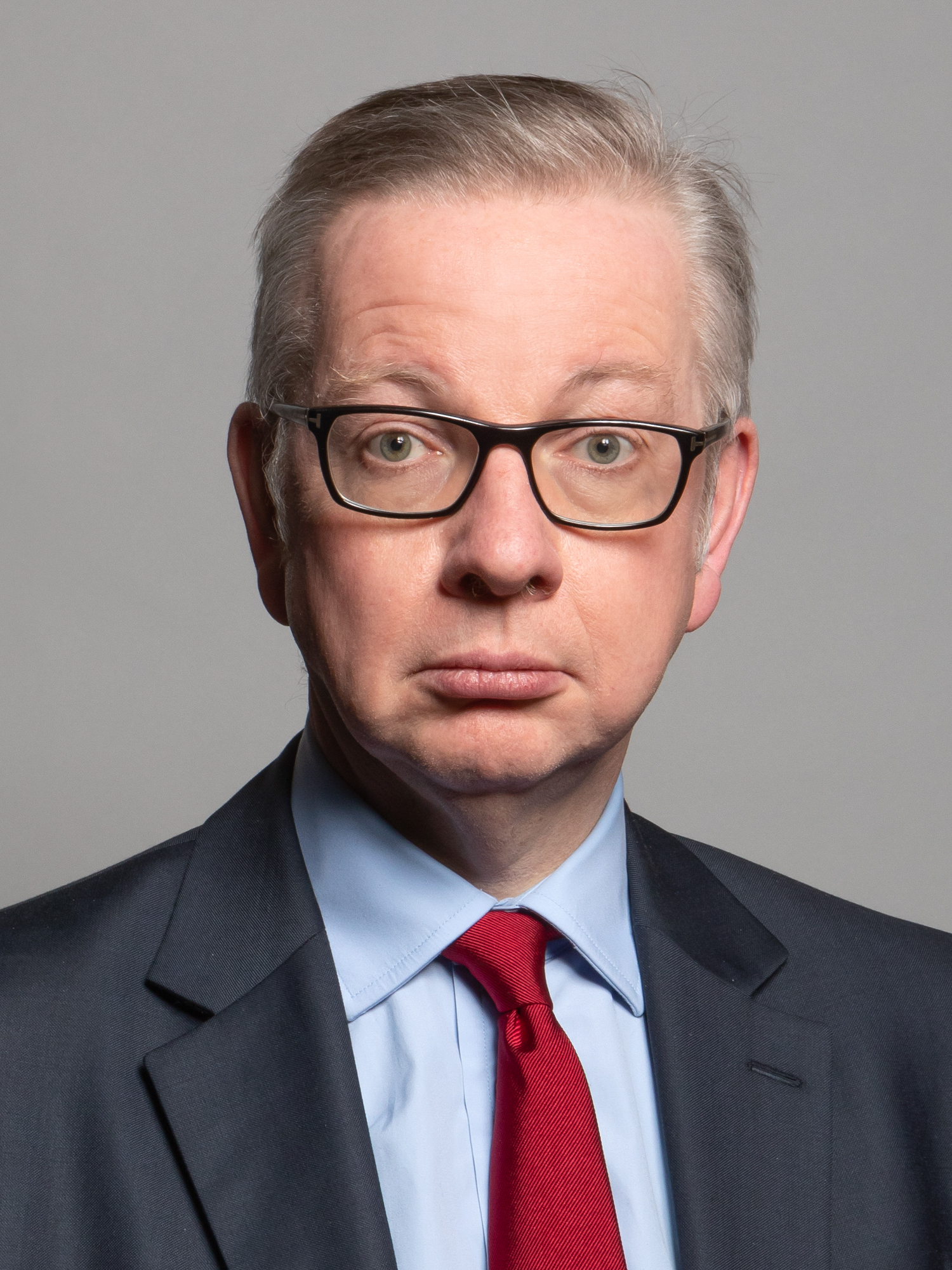
Michael Gove (2020)

Michael Andrew Gove (* 26. August 1967 in Edinburgh, Schottland) ist ein britischer Politiker der Conservative Party. Er ist ehemaliger Journalist und bekleidete von 2010 bis 2024 verschiedene Ministerposten. Von 2005 bis 2024 war er Abgeordneter im House of Commons.
Unter verschiedenen Premierministern war er Bildungsminister (2010–2014), Lordkanzler und Justizminister (2015–2016), Umwelt- und Ernährungsminister (2017–2019), Kanzler des Herzogtums Lancaster (2019–2021) und Minister für Wohnen, Kommunen und lokale Selbstverwaltung (2021–2022). Von Oktober 2022 bis Juli 2024 war er nach kurzer Unterbrechung erneut Minister für Wohnen, Kommunen und lokale Selbstverwaltung. Im Vorfeld der Unterhauswahl 2024 erklärte er Ende Mai, nicht erneut zu kandidieren.
Gove war ein entschiedener Befürworter des Austritts Großbritanniens aus der Europäischen Union und ab 2019 für die No-Deal-Brexit-Planungen der Regierung zuständig. Im Zuge der Regierungskrise im Sommer 2022 riet er Premierminister Boris Johnson zum Rücktritt und wurde daraufhin von ihm entlassen. Premierministerin Liz Truss berief ihn nicht in ihr Kabinett; Gove betrieb ihren Sturz. Premierminister Rishi Sunak hingegen holte Gove als Minister für „Levelling-up“ in sein Kabinett. Dieses (von Boris Johnson geschaffene) Ministerium soll die Angleichung der Lebensverhältnisse im Norden Englands erreichen.

## Frühe Jahre
Der Adoptivsohn eines Unternehmers aus der Fischindustrie und einer Lehrerin studierte nach dem Besuch staatlicher und unabhängiger Schulen und dem Robert Gordons College von 1985 bis 1988 Anglistik an der Lady Margaret Hall der Universität Oxford, wo er auch Präsident der „Oxford Union“ war. 1993 war er Chefjuror der „World Universities Debating Championship“, eines internationalen Studentenwettbewerbs im Debattieren.
Nach Beendigung des Studiums war Gove, ursprünglich Unterstützer und Aktivist der Labour Party, als Journalist tätig und wurde 1996 vom Herausgeber Sir Peter Stothard zum Kolumnisten bei der Tageszeitung The Times berufen.
Während dieser Zeit initiierte er zusammen mit Frances Lawrence, der Witwe eines ermordeten Schulrektors, eine Kampagne zur Bekämpfung von Straßenkriminalität und ihren Ursachen. Die Kampagne beeinflusste die Gesetzgebung zum Verbot von Kampfmessern und führte zur Stiftung eines Preises für vorbildliche jugendliche Bürger.

## Politische Laufbahn
Seine eigentliche politische Laufbahn begann er bei den Wahlen im Mai 2005, als er als Kandidat der Conservative Party erstmals zum Mitglied des Unterhauses („House of Commons“) gewählt wurde, in dem er in der Folge bis 2024 den Wahlkreis Surrey Heath vertritt.
Bereits im Dezember 2005 wurde er in das konservative Schattenkabinett berufen, in dem er zunächst „Schattenminister“ für Wohnungsbau und dann von Juni 2007 bis Mai 2010 für Kinder, Schulen und Familien war.
Nach dem Wahlsieg der Konservativen bei den Unterhauswahlen 2010 wurde er am 12. Mai 2010 von Premierminister David Cameron zum Bildungsminister (Secretary of State for Education) in dessen erstes Kabinett berufen. Gove war ein Vertreter traditioneller Unterrichtsmethoden, wie sie E.D. Hirsch 1999 in seinem Buch The Schools We Need and Why We Don’t Have Them (Die Schulen, die wir benötigen und warum wir sie nicht haben) beschreibt.
Im Juli 2014 wurde Gove im Zuge einer großen Kabinettsumbildung durch Nicky Morgan ersetzt. Gove übernahm dann die Position des Chief Whip. Im Mai 2015 wurde Gove als Lordkanzler und Justizminister (Secretary of State for Justice) erneut in Camerons Kabinett berufen.

### Brexit-Abstimmung und Minister unter Theresa May
Innerhalb der Konservativen Partei gehört er zu den EU-Skeptikern und gehörte zu der Minderheit von konservativen Parlamentsabgeordneten und Kabinettsministern, die sich entgegen der politischen Linie Premierminister Camerons im Rahmen des Referendums über die weitere EU-Mitgliedschaft des Vereinigten Königreichs für einen Austritt aussprachen. In den letzten Wochen vor der entscheidenden Abstimmung im Juni 2016 gehörte er zu den engagiertesten öffentlichen Vertretern des Brexit-Konzepts und war in zahlreichen öffentlichen Debatten zu erleben. Über diese Positionierung gingen die früheren freundschaftlichen Beziehungen zu David Cameron in die Brüche.
Nachdem die Befürworter des EU-Austritts beim Referendum siegreich waren, wurde er als einer der Kandidaten für die Nachfolge David Camerons gehandelt. Am 30. Juni 2016 kündigte Gove in einer überraschenden Wendung seine Kandidatur als Parteiführer an, nachdem er zuvor Boris Johnson unterstützt und eigene Kandidaturabsichten verneint hatte. Seine Konkurrenten waren Innenministerin Theresa May, Arbeits- und Rentenminister Stephen Crabb, Energiestaatssekretärin Andrea Leadsom sowie der frühere Verteidigungsminister Liam Fox. Am 7. Juli 2016 unterlag Gove in der zweiten Wahlrunde seinen verbliebenen Mitbewerberinnen May und Leadsom und schied damit aus dem Rennen der Kandidaten aus.
Michael Gove gehörte dem ersten Regierungskabinett von Premierministerin May nicht mehr an. Ins zweite Regierungskabinett von Premierministerin May wurde er als Minister für Umwelt, Ernährung und den ländlichen Raum (Secretary of State for Environment, Food and Rural Affairs) berufen.

### Minister unter Boris Johnson
Nach Theresa Mays Rücktritt im Frühjahr 2019 bewarb sich Gove erneut als Parteiführer, schied aber in der letzten Runde der innerhalb der Unterhausfraktion ausgetragenen Vorausscheidung am 20. Juni aus. Die Entscheidung fiel letztlich in einer Urabstimmung aller Parteimitglieder zwischen Außenminister Jeremy Hunt und Boris Johnson, zu Gunsten von Johnson.
Der neue Premierminister Johnson berief Gove im Juli 2019 zum  Kanzler des Herzogtums Lancaster und Staatssekretär für Kabinettsangelegenheiten. Er war in dieser Position zugleich für die No-Deal-Brexit-Planungen der Regierung zuständig. Im September 2021 wechselte er an die Spitze des Ministeriums für Wohnungswesen, Gemeinden und Kommunalverwaltung.
Nachdem im Zuge der Regierungskrise im Juni/Juli 2022 mehrere Minister zurückgetreten waren, riet Gove Johnson öffentlich dazu, als Premierminister zurückzutreten. Daraufhin wurde Gove am 6. Juli 2022 von Johnson unter dem Vorwurf der Illoyalität entlassen.

### Minister unter Rishi Sunak
Am 25. Oktober 2022 wurde Gove von Premierminister Rishi Sunak als Minister für Wohnen, Kommunen und lokale Selbstverwaltung in dessen Kabinett berufen.

### Rückzug aus der Politik
Wie rund 80 andere Tory-Abgeordnete erklärte er im Vorfeld der für den 4. Juli des Jahres angesetzten Unterhauswahl 2024 Ende Mai, nicht erneut zu kandidieren. Er war der Prominenteste derer, die sich nicht um die Wiederwahl in ihren Wahlkreisen bewarben. Sein Wahlkreis Surrey Heath, den er im Jahr 2019 mit einer Mehrheit von über 18000 Stimmen gewonnen hatte, galt als einer der Schwerpunkte der Wahlkampagne der Liberal Democrats (key target). Deren Kandidat Al Pinkerton trug dann auch den Sieg davon.

## Privates
Gove war seit 2001 mit der Journalistin Sarah Vine verheiratet und hat mit ihr zwei Kinder. Anfang Juli 2021 trennte sich das Paar und reichte die Scheidung ein.